# Liste der Monuments historiques in Châtillon-le-Duc
Die Liste der Monuments historiques in Châtillon-le-Duc führt die Monuments historiques in der französischen Gemeinde Châtillon-le-Duc auf.

## Liste der Objekte
| Bezeichnung               | Beschreibung | Standort                       | Kennzeichnung | Schutzstatus | Datum | Bild |
| ------------------------- | --- | ------------------------------ | ------------- | ------------ | ----- | ---- |
| Hauptaltar                | Altartisch, Tabernakel, Retabel und Gemälde; Holz, farbig gefasst und vergoldet, Ölfarbe auf Leinwand, 18. und 19. Jahrhundert | in der Kirche St-Lazare (Lage) | PM25001994    | Inscrit      | 1975  |      |
| Skulptur Madonna mit Kind | Holz, farbig gefasst, 17. Jahrhundert                                                                                          | in der Kirche St-Lazare (Lage) | PM25001995    | Inscrit      | 1975  |      |
| Glocke                    | Bronze, 1737 gegossen | in der Kirche St-Lazare (Lage) | PM25000516    | Classé       | 1942  |      |